# Aleksej Kravčenko
Aleksej Kravčenko (in russo Алексей Кравченко?; Volgograd, 4 febbraio 1986) è un tuffatore russo.

## Carriera
Nel 2009 ai campionati europei di tuffi di Torino, con 521,75 punti, ha vinto due medaglie. 
Una medaglia d'oro dalla piattaforma 10 metri battendo in finale il compagno di nazionale Dmitrij Dobroskok (493.30) e il tedesco Patrick Hausding (466.00) e una medaglia d'argento in coppia con Oleg Aleksandrovič Vikulov, alle spalle della coppia tedesca composta da Sasha Klein e Patrick Hausding.

## Palmarès
- Europei di tuffi

Torino 2009 - Torino: oro nella piattaforma 10 m e argento nel sincro 10 m.